# Велко Велкович
Велко Велкович (на сръбски: Вељко Вељковић) е сръбски и югославски политик, народен представител.

## Биография
Велкович е роден в скопското сърбоманско село Кучково в 1896 година. Учи инженерство. Избиран е за депутат. Умира в Лесковац в 1958 година.